# Grevillea monticola
Grevillea monticola är en tvåhjärtbladig växtart som beskrevs av Meissn.. Grevillea monticola ingår i släktet Grevillea och familjen Proteaceae. Inga underarter finns listade i Catalogue of Life.